# Ozarba marabensis
Ozarba marabensis is een vlinder van de familie van de uilen (Noctuidae). De wetenschappelijke naam van deze soort is voor het eerst voorgesteld door Edward Parr Wiltshire in een publicatie uit 1980.
De soort komt voor in Ethiopië, Congo-Kinshasa, Saudi-Arabië en Jemen.